# 안정과 성장에 관한 협약
안정과 성장에 관한 협약(Stability and Growth Pact, SGP)은 유럽 연합에서 경제 통화 동맹을 유지하기 위해 건전한 재정 정책을 펴도록 하는 협약이다.
유럽연합(EU)의 27개 회원국 전체가 경제통화동맹(EMU)의 안정성을 촉진하고 유지하기 위한 협정이다. 주로 유럽연합의 기능에 관한 조약 121조와 126조를 기반으로 유럽연합 집행위원회와 유럽연합이사회가 회원국을 재정적으로 모니터링하고 정책 조치에 대한 연간 권고안을 발행하여 중기적으로도 SGP를 완전히 준수한다. 회원국이 정부 적자 및 부채에 대한 SGP의 최대 한도를 위반하는 경우 과도한 적자 절차(EDP)의 선언을 통해 시정 조치에 대한 감시 및 요청이 강화된다. 이러한 시정 조치가 여러 차례의 경고 후에도 계속 부재하는 경우 회원국은 궁극적으로 경제 제재를 받을 수 있다. 이 협정은 1997년 7월 결의안과 2개의 이사회 규정에 의해 윤곽이 잡혔다. "예방 조치"로 알려진 "예산 위치 감시 및 경제 정책 감시 및 조정 강화에 관한" 첫 번째 규정이 발효되었다. 1998년 7월. "억압 수단"으로 알려진 "과도한 적자 절차의 이행 가속화 및 명확화에 관한" 두 번째 규정이 1999년 1월 1일 발효되었다.
이 협정의 목적은 EMU에서 재정 규율이 유지되고 시행되도록 보장하는 것이었다. 모든 EU 회원국은 자동으로 EMU와 SGP의 회원국이 된다. 이는 EU 조약 자체의 단락에 정의되어 있기 때문이다. 재정 규율은 각 회원국이 정부 적자(GDP의 3%) 및 부채(GDP의 60%) 한도 내에서 국가를 유지하는 것을 목표로 하는 재정 정책을 구현하도록 요구함으로써 SGP에 의해 보장된다. 그리고 부채 수준이 60% 이상인 경우 매년 만족스러운 속도로 그 이하 수준으로 감소해야 한다. "예방적 무기" 규정에 명시된 바와 같이 모든 EU 회원국은 매년 유럽 위원회와 유럽 연합 이사회의 조사 및 평가를 위해 SGP 준수 보고서를 제출해야 한다. 이러한 보고서는 유로존 회원국의 경우 "안정성 프로그램", 비유로존 회원국의 경우 "융합 프로그램"이라고 하지만 제목은 다르지만 내용은 동일하다. 2005년 SGP 개혁 이후, 이러한 프로그램에는 국가의 구조적 적자에 대한 중기 지속 가능한 평균 한도로 각 회원국에 대해 개별적으로 계산되는 중기 예산 목표(MTO)가 포함되었으며, 회원국은 또한 MTO를 달성하기 위해 시행하려는 조치를 설명해야 한다. EU 회원국이 적자 한도와 부채 한도를 모두 준수하지 않는 경우 준수 기한과 함께 소위 "과도한 적자 절차"(EDP)가 시작된다.
SGP는 1990년대 중반 독일 재무장관 테오 와이겔(Theo Waigel)이 처음 제안했다. 독일은 1950년대 이후 독일 경제의 견실한 성과에 중요한 역할을 해온 저인플레이션 정책을 오랫동안 유지해 왔다. 독일 정부는 재정 책임의 확산을 보장하고 유럽 경제에 인플레이션 압력을 가하는 정부의 능력을 제한하는 SGP를 통해 해당 정책의 지속을 보장하기를 희망했다. 따라서 유로를 채택하는 회원국이 유로를 채택할 당시 마스트리흐트 수렴 기준을 충족할 뿐만 아니라 재정 기준을 계속 준수하도록 하기 위해 유로를 채택하는 회원국을 위한 핵심 도구로 설명되었다.